# Montbarrey
Montbarrey ist eine französische Gemeinde mit 306 Einwohnern (Stand: 1. Januar 2022) im Département Jura in der Region Bourgogne-Franche-Comté. Sie gehört zum Arrondissement Dole und zum Kanton Mont-sous-Vaudrey. Montbarrey ist Mitglied im Gemeindeverband Communauté de communes du Val d’Amour. 

## Geographie
Die Gemeinde liegt rund 40 Kilometer südwestlich von Besançon. Nachbargemeinden sind La Vieille-Loye im Norden, Santans im Osten, Ounans im Südosten, Vaudrey im Süden, Mont-sous-Vaudrey im Südwesten und Belmont im Westen.
Das Gemeindegebiet wird vom Fluss Loue durchquert in den hier sein Zufluss Réverotte einmündet. Im Forêt de Chaux verläuft die Tanche, die zur Clauge entwässert.

## Weblinks

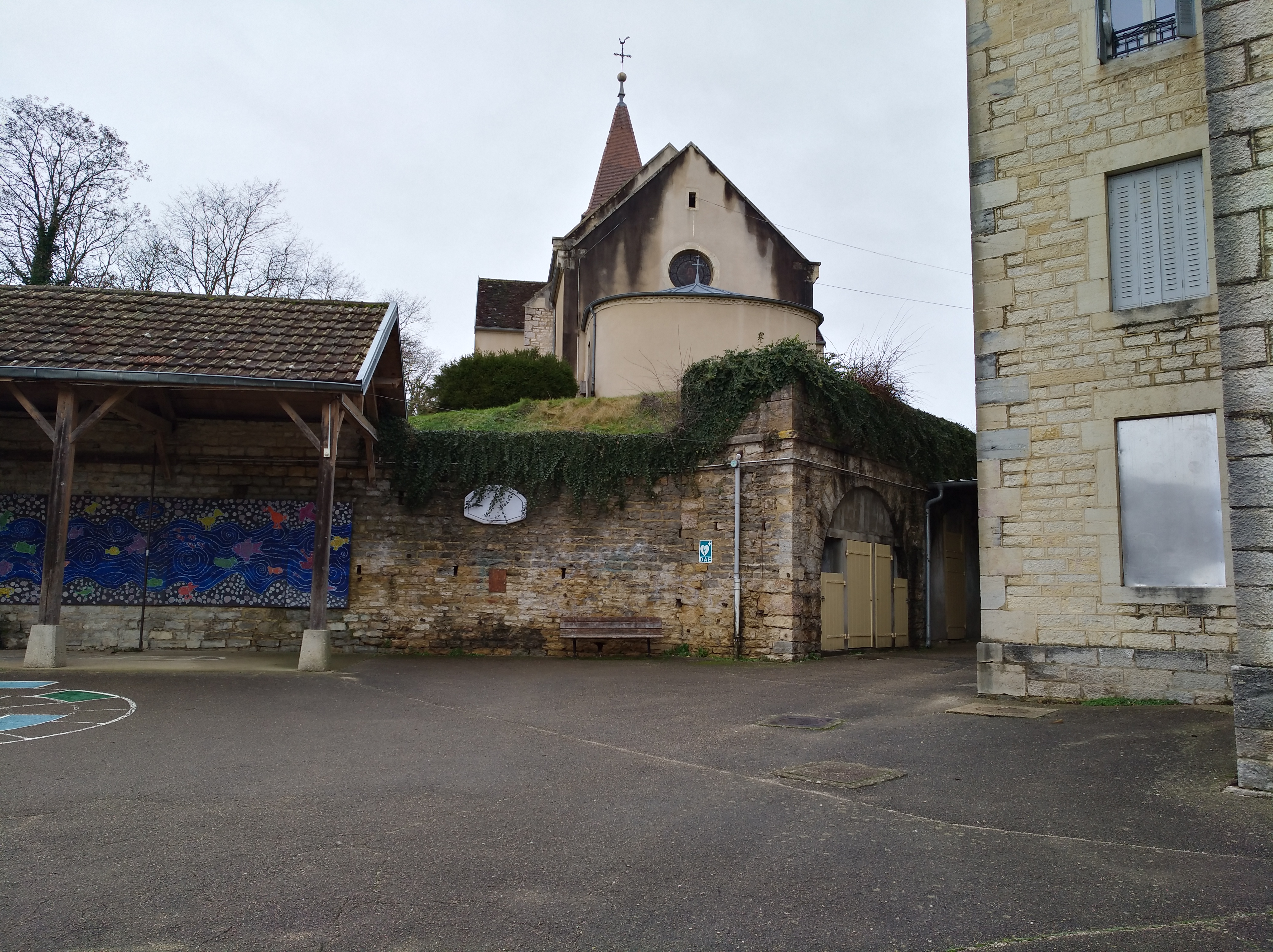
Kirche St. Peter und Paul

## Bevölkerungsentwicklung
| Jahr                       | 1962 | 1968 | 1975 | 1982 | 1990 | 1999 | 2008 | 2017 |
| -------------------------- | ---- | ---- | ---- | ---- | ---- | ---- | ---- | ---- |
| Einwohner                  | 291  | 281  | 264  | 263  | 245  | 281  | 338  | 317  |
| Quellen: Cassini und INSEE |      |      |      |      |      |      |      |      |